# أحمد فلاح
أحمد فلاح (14 نوفمبر 1982 بسي عبد الغني في الجزائر - ) هو لاعب كرة قدم جزائري في مركز حراسة المرمى. لعب مع أمل الأربعاء وأهلي برج بوعريريج وجمعية وهران وشباب بلوزداد ومولودية وهران ونادي الرغاية.

## روابط خارجية
- أحمد فلاح على موقع قاعدة بيانات كرة القدم.إي يو (الإنجليزية)
- أحمد فلاح على موقع Soccerway.com (الإنجليزية)